# Robinsonata
La robinsonata (inglese "robinsonade") è un genere letterario ispirato al romanzo Robinson Crusoe di Daniel Defoe del 1719. Il successo di quest'ultimo fu tale da generare numerose imitazioni tanto da definire un genere vero e proprio talvolta descritto semplicemente come "storie su un'isola deserta" o  "narrazione del naufrago". Secondo James Joyce, Robinson Crusoe è un simbolo dell'Impero britannico, "il vero prototipo del colonialista inglese". Le opere successive tendono ad enfatizzare ulteriormente il mito del colonialismo.

## Storia
La parola "robinsonade" fu coniata dallo scrittore tedesco Johann Gottfried Schnabel nella prefazione della sua opera del Die Insel Felsenburg (1731).
Un esempio di successo fu il romanzo Il Robinson svizzero (1812) di Johann Rudolf Wyss, in cui un sacerdote svizzero, sua moglie e i suoi quattro figli naufragano su di un'isola deserta e non solo riescono a sopravvivere, ma anche a ottenere un buono stile di vita. Jules Verne lascia i suoi naufraghi su L'isola misteriosa (1874) con soltanto un fiammifero, un chicco di grano, un collare da cane in metallo e due orologi.

## Temi
In un tipico esempio, il protagonista si trova improvvisamente isolato della civiltà, di solito naufragato o segregato su di un'isola remota e disabitata dove deve quindi impegnarsi per sopravvivere con le sole proprie forze e con mezzi limitati.
Alcuni dei temi più comuni includono:
- isolamento (es. un'isola deserta, un pianeta inesplorato)
- una nuova vita per alcuni dei personaggi
- riflessioni su se stessi
- incontri con indigeni (o apparenti tali)
- commenti sulla società.
- Progresso attraverso la tecnologia;
- Una trama che segue la ricostruzione e il trionfo della civilizzazione;
- Successo economico;
- Natura inospitale.